# Melissoptila villosa
Melissoptila villosa är en biart som beskrevs av Urban 1998. Melissoptila villosa ingår i släktet Melissoptila och familjen långtungebin. Inga underarter finns listade i Catalogue of Life.